# George Udrischi
George Udrischi (n. 28 octombrie 1867, Fălticeni – d. 24 decembrie 1958, București) a fost un medic chirurg de medicină veterinară, membru de onoare al Academiei Române din 1946. A fost creatorul unei puternice școli veterinare românești. S-a remarcat prin faptul că a fost primul chirurg din lume care a amputat unul din membrele anterioare la cal, totodată a imaginat o proteză funcțională pentru membrul amputat.
Între 1886-1892 a studiat la Școala superioară de medicină, în anii următori la aceași școală a avut mai multe funcții didactice: șef de lucrări (1892-1894), profesor suplinitor (1894-1901), profesor (1901-1938).
Se specializează la Berlin, Paris și Bruxelles, unde lucrează alături de profesori precum Fröhner, Henrick, Almy. Este membru de onoare al Academiei Române, membru al Academiei veterinare din Paris, membru corespondent al Societății de medicină veterinară din Berlin.
Lucrările sale de specialitate au accentuat diferite aspecte chirurgicale veterinare, printre care pot fi enumerate: anestezia cu stovaină, studierea unor antiseptice (bacilol, protargol, tonoform), a imaginat mai multe tehnici operatorii originale în tratarea herniei, calculozei veziculare, malformațiilor digestive.

## Lucrări
- Hernie inguinală (1896)
- Operațiunea criptorchidiei la cal (1901)
- Amputation du membru anterieur chez le cheval, prothese orthopedique (1906)
- Patologie chirurgicală